# Leucoloma schwaneckeanum
Leucoloma schwaneckeanum là một loài Rêu trong họ Dicranaceae. Loài này được (Hampe) Broth. mô tả khoa học đầu tiên năm 1901.